# Aguada Fénix

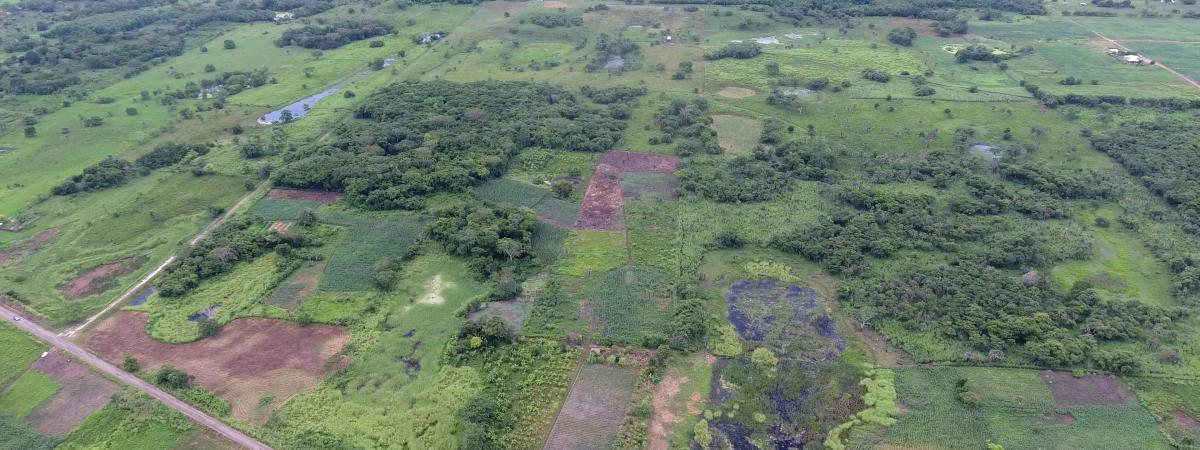
Vista aérea de Aguada Fénix

Aguada Fénix es un yacimiento arqueológico de la cultura maya localizado en el municipio de Balancán en el estado mexicano de Tabasco. Fue descubierto en el año 2017 y es considerado el lugar que albergó el sitio maya más antiguo encontrado hasta la fecha, ya que los estudios de radiocarbono indican que fue construido en el año a partir del año 1,000 a. C., colocándolo antes de Ceibal y Cuello.
Asimismo, en Aguada Fénix, se localizó la construcción monumental maya más antigua y más grande jamás encontrada, consistente en una enorme plataforma de arcilla de cerca de 1400 m de largo, 400 m de ancho y 15 m de altura.
Actualmente el sitio se encuentra en etapa de exploración e investigación por lo que se encuentra cerrado al público.

## Descubrimiento
El descubrimiento de esta importante y antigua población maya fue realizado por el antropólogo Takeshi Inomata, profesor de la Universidad de Arizona y líder del equipo de científicos en el año 2017 quienes exploraban la zona donde se han encontrado otras construcciones mayas, cuando localizaron la parte sur de la plataforma.
La detección de esta estructura fue posible gracias a la utilización de una nueva tecnología llamada Light Detection and Ranging (LIDAR) que, a través de láser, permite obtener un mapa preciso de los sitios rápidamente, lo que permitió detectar la enorme plataforma, que al ser tan grande vista desde la superficie parece una parte del paisaje natural.
En el sitio se han detectado 7 etapas constructivas principales, cinco de las cuales fueron realizadas entre los años 1,000 y 800 a. C.

### Objetos descubiertos
Excavaciones realizadas en algunas partes de la estructura revelaron varios objetos que habían pertenecido a la civilización y que habían estado ocultos por siglos. Entre ellos, localizaron varios objetos decorativos y de carácter religioso o funcional, desde vasijas de barro, hachas de jade, hasta piedras talladas con formas de animales.

### Ofrendas y entierros
Hasta el momento, en Aguada Fénix se han encontrado cuatro ofrendas. Una de ellas es el entierro de un individuo, del que no se sabe sexo ni edad debido a la mala conservación del esqueleto, y que fue colocado de rodillas.

## Descripción del sitio
En Aguada Fénix, se han descubierto 21 centros ceremoniales todos con orientación norte-sur y en forma rectangular. La plataforma principal tiene una configuración llamada Patrón Formativo Medio del Usumacinta, conformado por una estructura de forma rectangular delimitada por montículos en sus cuatro costados, con un montículo en forma de "E" al centro y una plataforma oriental alargada de la cual salen 9 calzadas hacia diversos puntos de la ciudad. Se han detectado también versiones más pequeñas del complejo, que miden menos de 400 metros de longitud.

### Período de construcción
Las investigaciones realizadas con pruebas de radiocarbono indicaron que esta ciudad maya fue construida entre los años 1000 y 800 antes de Cristo, lo que la coloca como la edificación maya más antigua de la que se tiene registro, siendo una de las primeras pruebas que demuestran el paso que dio la civilización maya del nomadismo a un estilo de vida sedentario, y marca el inicio de la construcción de las ciudades-estado mayas.

### La construcción antigua más grande del mundo
La estructura principal es una meseta artificial de entre 10 y 15 metros de altura y de 1400 metros de largo por 400 de ancho, lo que le da un volumen estimado de 3,8 millones de metros cúbicos. Si tomamos esta estimación como verdadera (aunque en el hecho, es una estimación) el volumen total de esta estructura resulta superior a la Gran Pirámide de Guiza en Egipto la cual tiene un volumen de 2,6 millones de metros cúbicos.Adicionalmente superaría también a la Pirámide de La Danta, en El Mirador, Guatemala que tiene un volumen estimado de 2,8 millones de metros cúbicos. Algunos medios mencionan que por su tamaño, esta plataforma sería la construcción antigua más grande del mundo, Sin embargo, la estimación volumétrica de la Gran Pirámide de Cholula es aún mayor, con 4,5 millones de metros cúbicos. 
La estructura construida con arcilla, algo inusual entre los mayas, tiene nueve calzadas que salen desde la plataforma, y se piensa que pudo haber servido para la práctica comunitaria de rituales. Se cree que los rituales posiblemente involucraron procesiones en las calzadas y la reunión de una gran cantidad de personas en la plaza rectangular. Era un lugar de reunión para la comunidad, lo que probablemente los motivó a construirlo.

### Abandono
Por motivos todavía desconocidos, el sitio fue abandonado por sus habitantes alrededor del año 750 a. C., y no se volvió a construir nada sobre el terreno, por lo que con el paso del tiempo fue cubierto por la selva, y posteriormente, desde mediados del siglo XX el área se usó para actividad ganadera.

## Importancia del descubrimiento
La importancia de Aguada Fénix radica en que siempre se creyó que la civilización maya se había desarrollado mucho tiempo después que los olmecas, sin embargo, ahora en Aguada Fénix se demuestra que prácticamente fueron culturas contemporáneas.
Igualmente, gracias a las investigaciones, se sabe que este sitio arqueológico corresponde a un momento de cambio grande para la sociedad maya. Ya que antes de su construcción, los mayas eran nómadas y no usaba la cerámica. Vivían de la caza, de la pesca, y del cultivo del maíz. Sin embargo, a partir de la construcción de Aguada Fénix, se demuestra que empezaron a usar la cerámica y se volvieron sedentarios.
El descubrimiento del sitio de Aguada Fénix cambia la teoría que se tenía sobre el desarrollo de la civilización maya y el desarrollo de la sociedad humana en general.